# Ñuñoa (estación del Metro de Santiago)
Ñuñoa es una estación de combinación ferroviaria que forma parte de la red del metro de Santiago de Chile. Se encuentra por subterráneo entre las estaciones Inés de Suárez y Estadio Nacional de la línea 6. Está ubicada en la intersección de la Avenida Pedro de Valdivia y la Avenida Irarrázaval en la comuna de Ñuñoa. Además es parte de la línea 3, encontrándose entre las estaciones Monseñor Eyzaguirre y Chile España de manera subterránea, con lo cual se convierte en una estación de combinación entre estas dos líneas.

## Características y entorno
En su entorno se puede encontrar comercio, bancos, restaurantes, supermercados, y servicios municipales, conformando así el centro cívico de la comuna. La estación tiene la particularidad de que los andenes correspondientes a cada línea son prácticamente similares, teniendo diferencias mínimas entre sí, por lo tanto, es la única estación de la Línea 3 que cuenta con mosaicos en su infraestructura.

### Accesos
| Acceso | Intersección                              |
| ------ | ----------------------------------------- |
| A      | Av. Pedro de Valdivia con Av. Irarrázaval |

## Origen etimológico

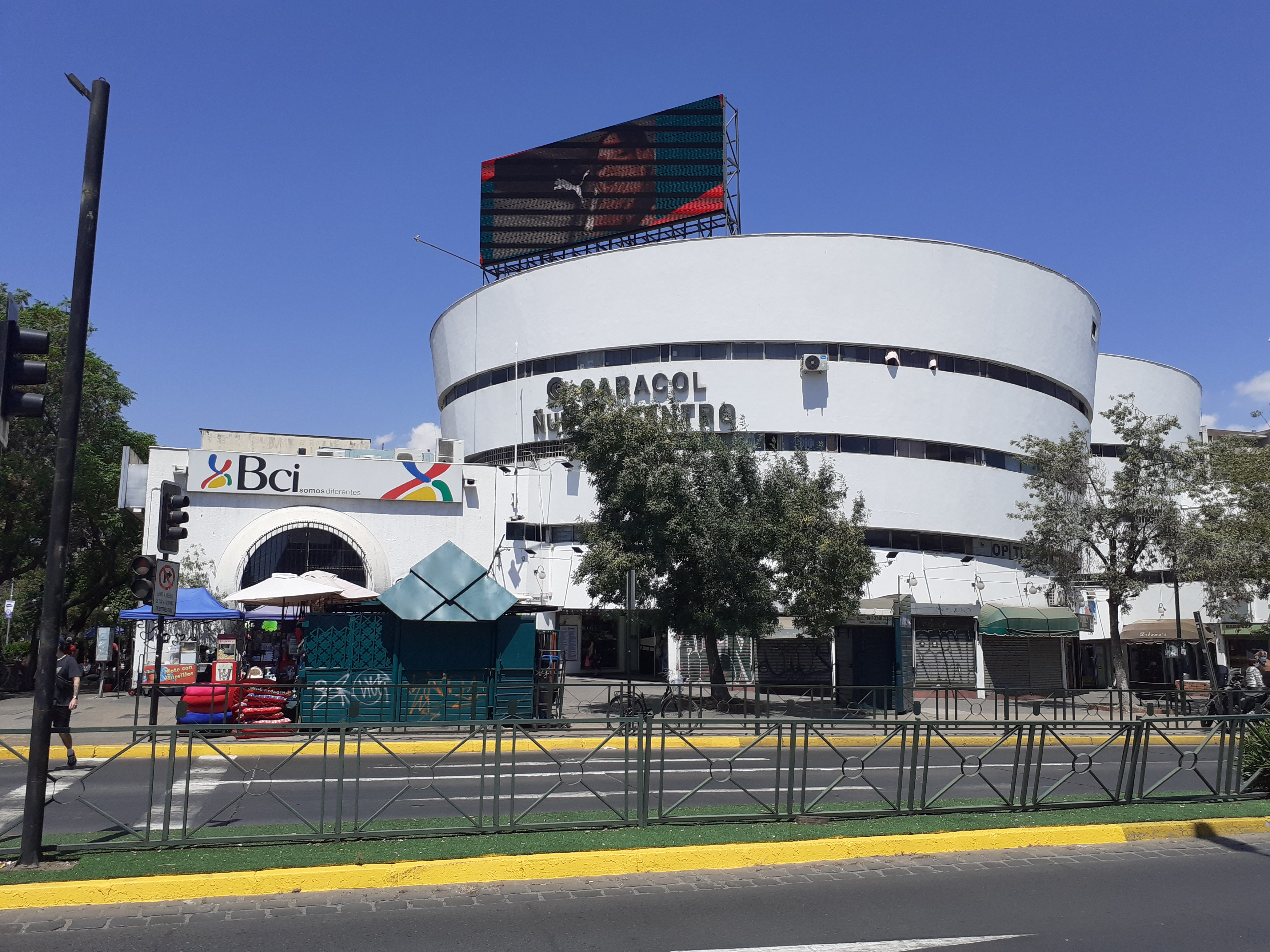
Caracol Ñuñoa Centro, ubicado frente a la estación.

El antiguo nombre «Carmelitas» se debía al Convento de las Carmelitas Descalzas, ubicado en Avenida Pedro de Valdivia 3252, una cuadra hacia el norte desde Avenida Irarrázaval. Es el primer monasterio fundado en Chile, el 6 de enero de 1690. En un principio se llamaría «Irarrázaval Oriente», pero dado a la confusión con la otra estación de nombre similar, se propuso «Carmelitas».
La elección del nombre generó controversia. El alcalde de Ñuñoa Pedro Sabat argumentó que el nombre no guardaba relación con la identidad del lugar y propuso hacer un concurso para encontrar una denominación más adecuada, por lo que se decidió cambiar el nombre, denominándola finalmente «Ñuñoa», por estar ubicada en el centro de la comuna homónima.
El pictograma hace referencia al Caracol Ñuñoa Centro, centro comercial que se encuentra frente al acceso a la estación.

## MetroArte

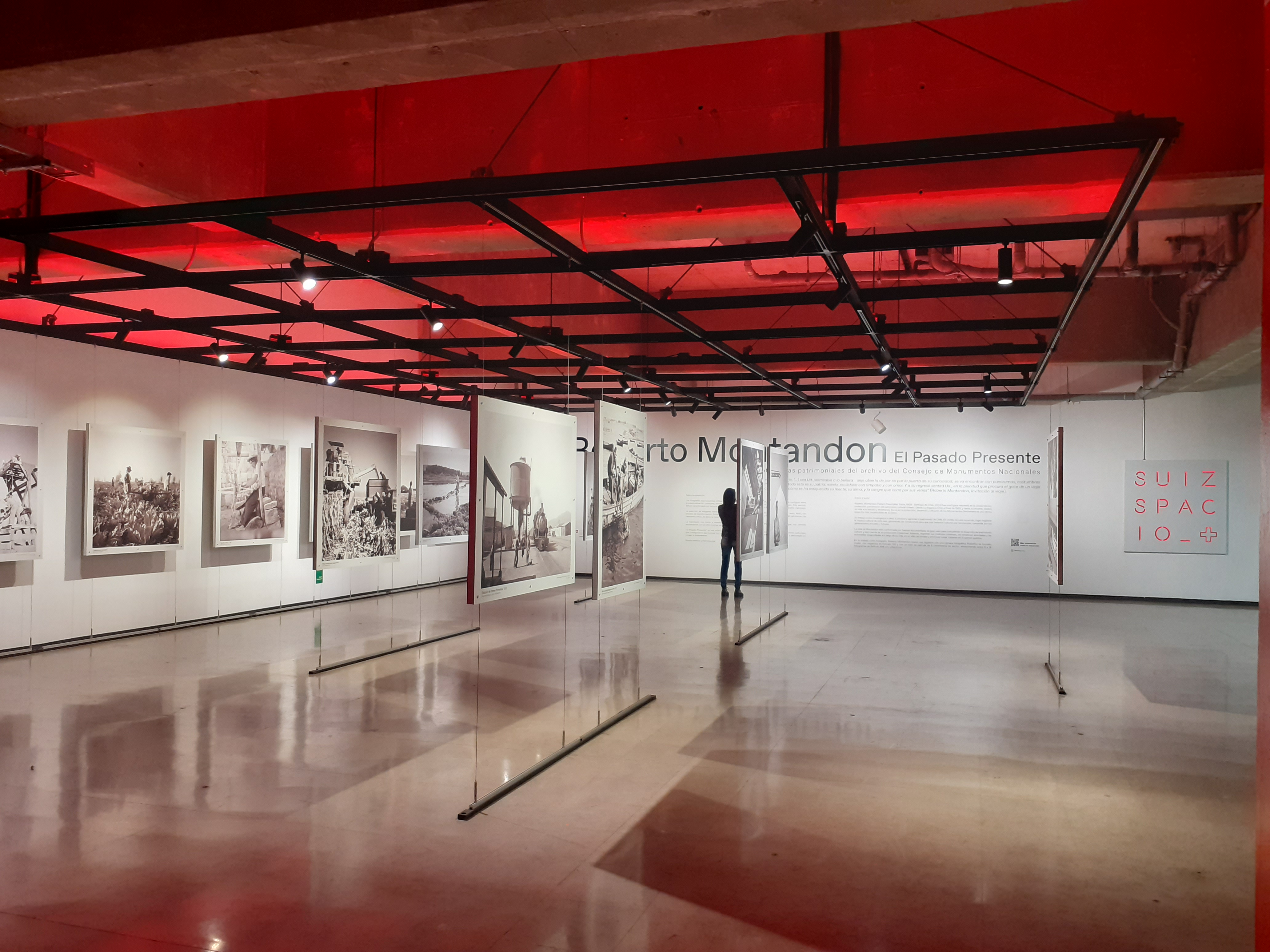
Exposición de fotografías de Roberto Montandon en Suizspacio (2021).

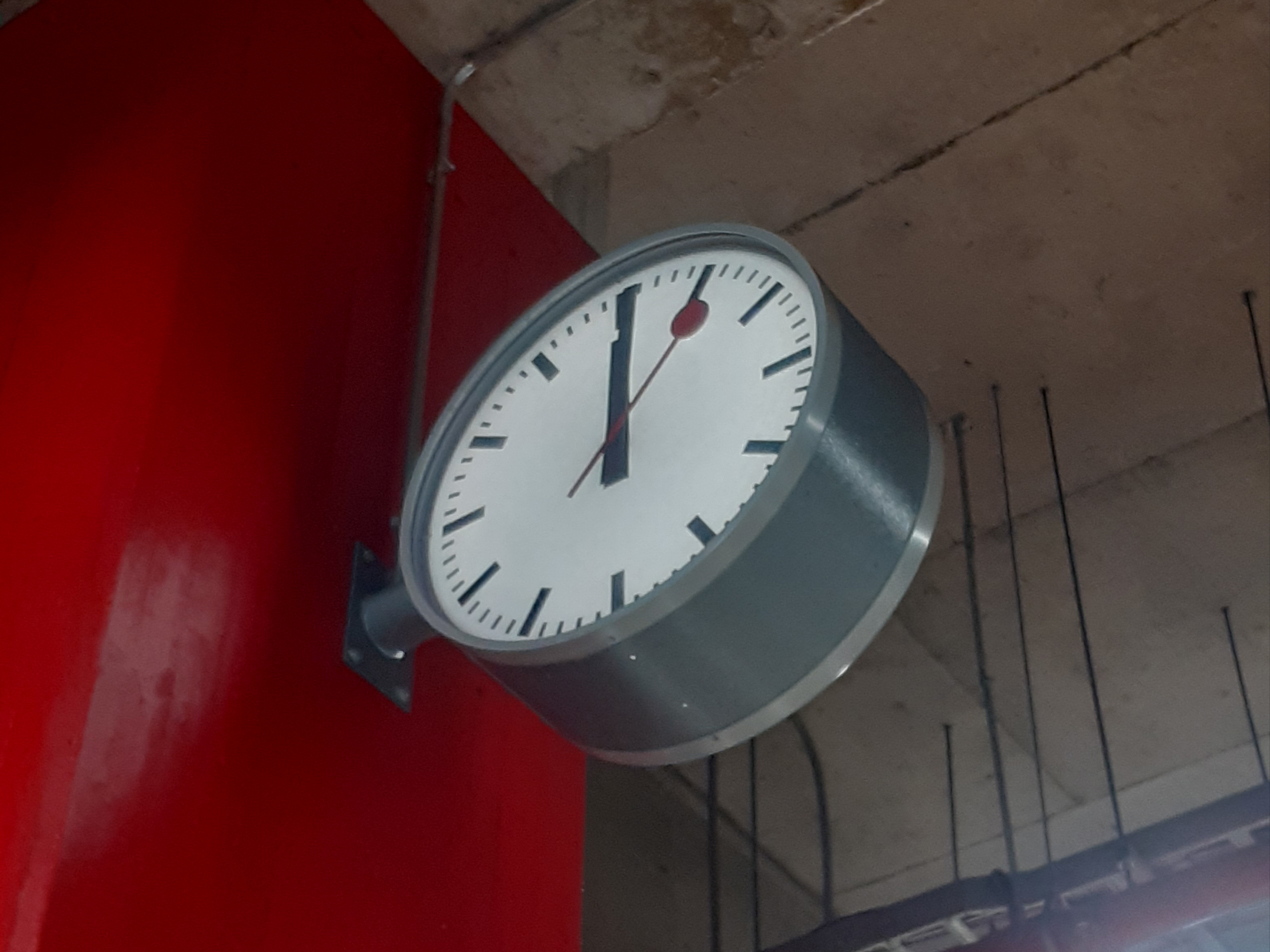
Reloj de estación suizo instalado en el nivel de combinación.

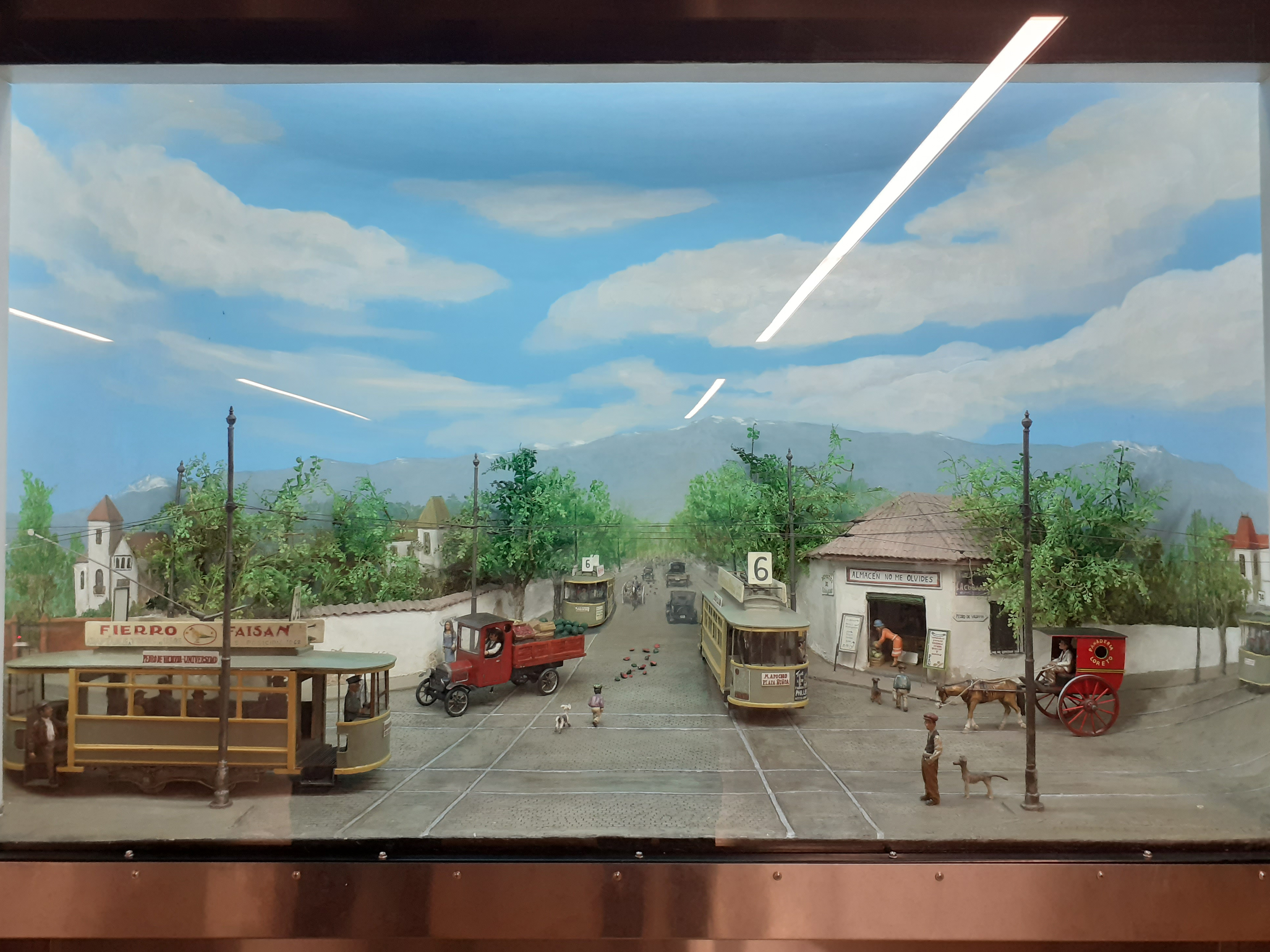
Diorama de Zerreitug en la estación Ñuñoa.

Como parte del proyecto MetroArte, la estación Ñuñoa alberga desde el 6 de septiembre de 2019 el espacio cultural denominado «Suizspacio», generado producto del aporte de la Embajada de Suiza en Chile, y que busca presentar diversas obras de arte en un espacio de aproximadamente 15 metros lineales ubicados en la zona de combinación entre las líneas 3 y 6; la instalación estuvo a cargo de la oficina Umwelt.
En agosto de 2020 se sumó a Suizspacio la instalación de un auténtico reloj analógico suizo, idéntico al utilizado en las estaciones ferroviarias de dicho país desde 1944, en el nivel de combinación de la estación; la instalación recibió el apoyo de la empresa suiza Lombardi. Posteriormente fueron instalados dos nuevos relojes, donados por la embajada de Suiza y la empresa Leica Geosystems y ubicados en la fachada de la estación y el acceso principal, respectivamente.
El 4 de junio de 2021 fue inaugurada oficialmente la primera exposición en Suizspacio: una serie de fotografías tomadas por Roberto Montandon. El 7 de septiembre del mismo año fue abierta la segunda exposición en dicho espacio: Magallanes y las geografías de lo (des)conocido.
En agosto de 2021 fue instalado en la estación un diorama de Zerreitug titulado Cruce de Tranvías del Centenario y que representa el cruce de las líneas de tranvías 6 y 34 —que hacían en el sector un recorrido por las mismas avenidas que las líneas 3 y 6, respectivamente— en la intersección de las avenidas Irarrázaval y Pedro de Valdivia hacia 1920.
El 21 de julio de 2022 fue inaugurada otra obra perteneciente a Suizspacio: Paisajes poéticos de Chile, una serie de afiches de gran tamaño (2 metros de ancho y 3 metros de alto) realizados por alumnos de la Escuela Cantonal de Arte de Lausana y que contienen versos de obras de 12 poetas chilenos (Cecilia Vicuña, Raúl Zurita, Elicura Chihuailaf, Claudio Bertoni, Alejandra del Río Lohan, Juan Carreño, Juan Carlos Mamani, Mata-uiroa Manuel Atan, Rosabetty Muñoz, Gladys González y Gloria Dünkler).

## Galería

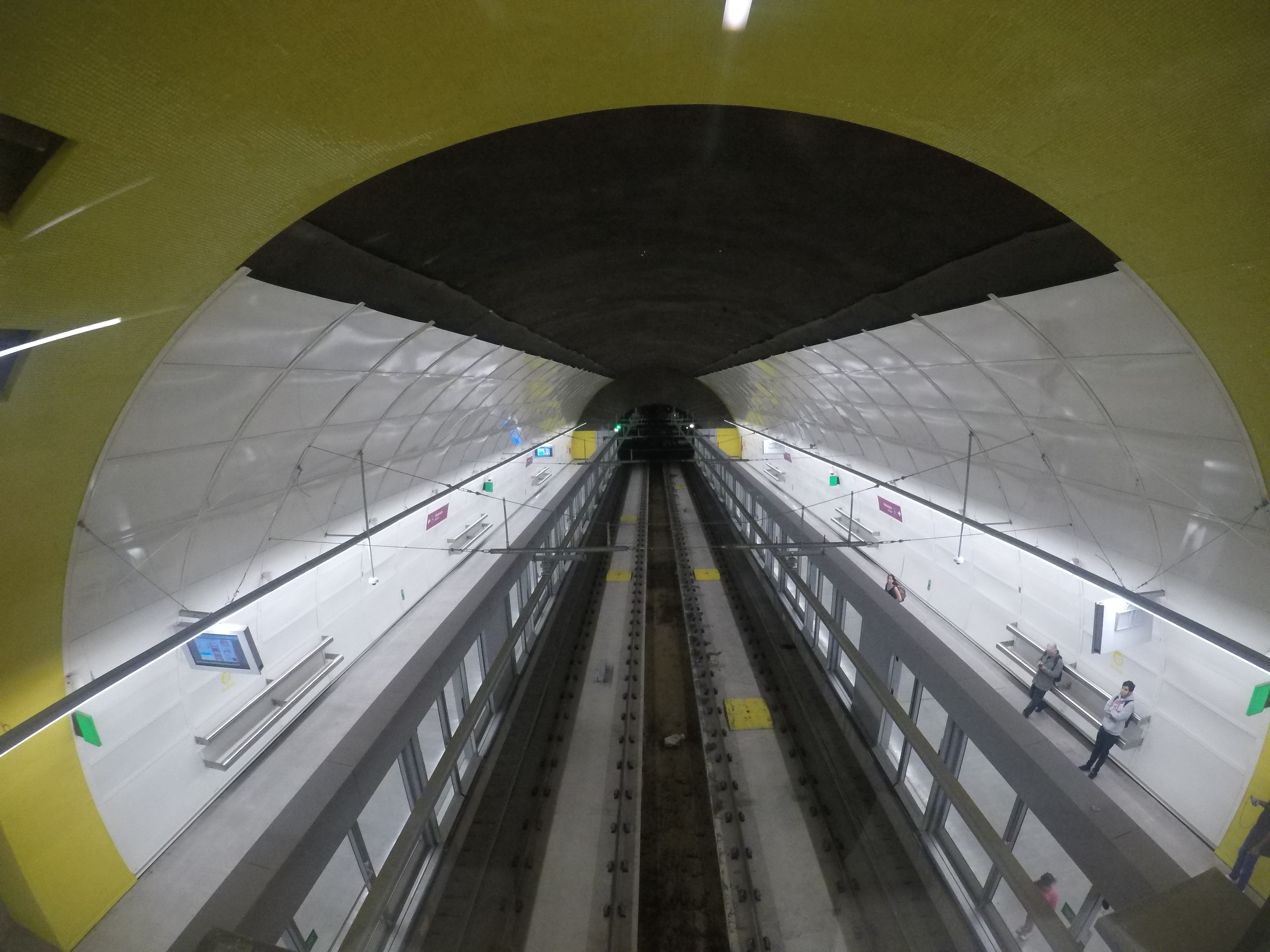
Vista aérea de los andenes en la Línea 6.
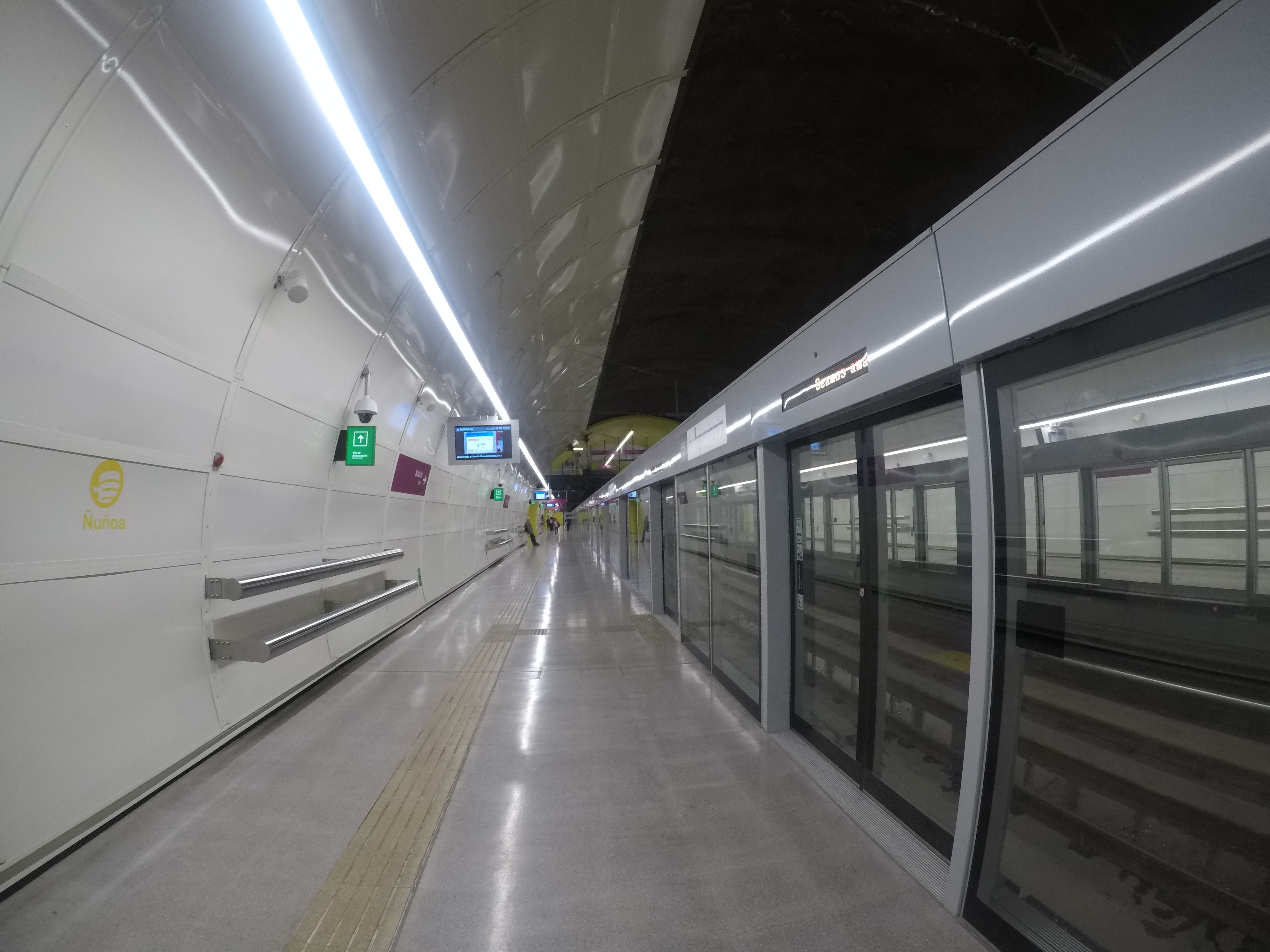
Andén de la estación en Línea 6.
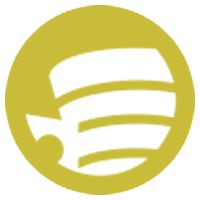
Pictograma que identifica a la estación.
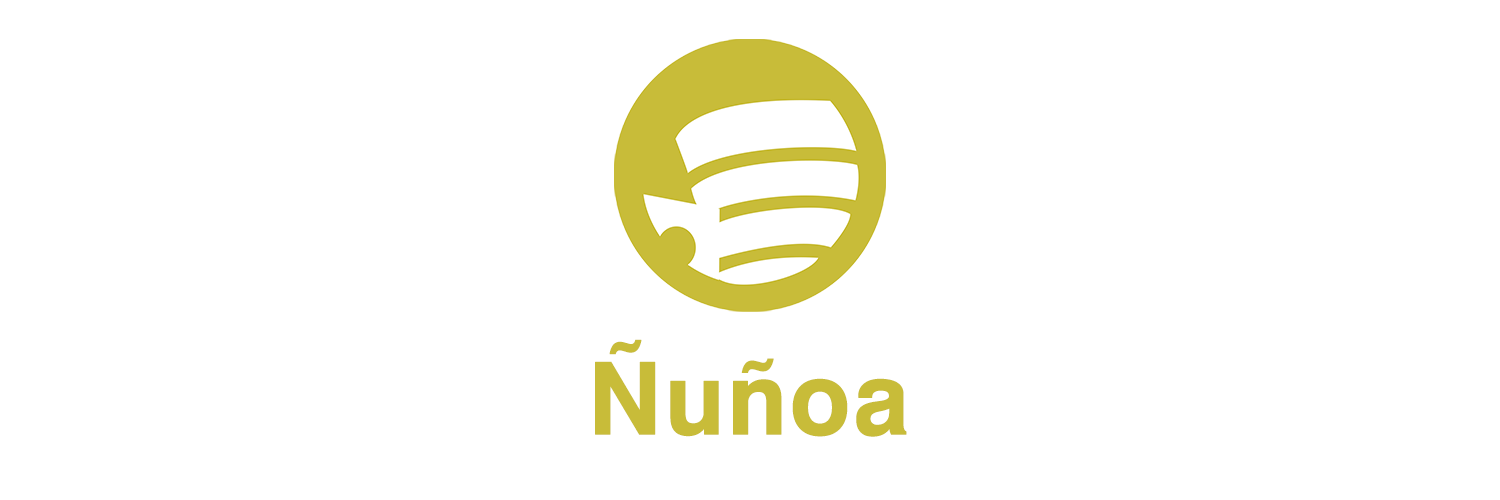
Cenefa utilizada en los andenes de las Líneas 3 y 6.
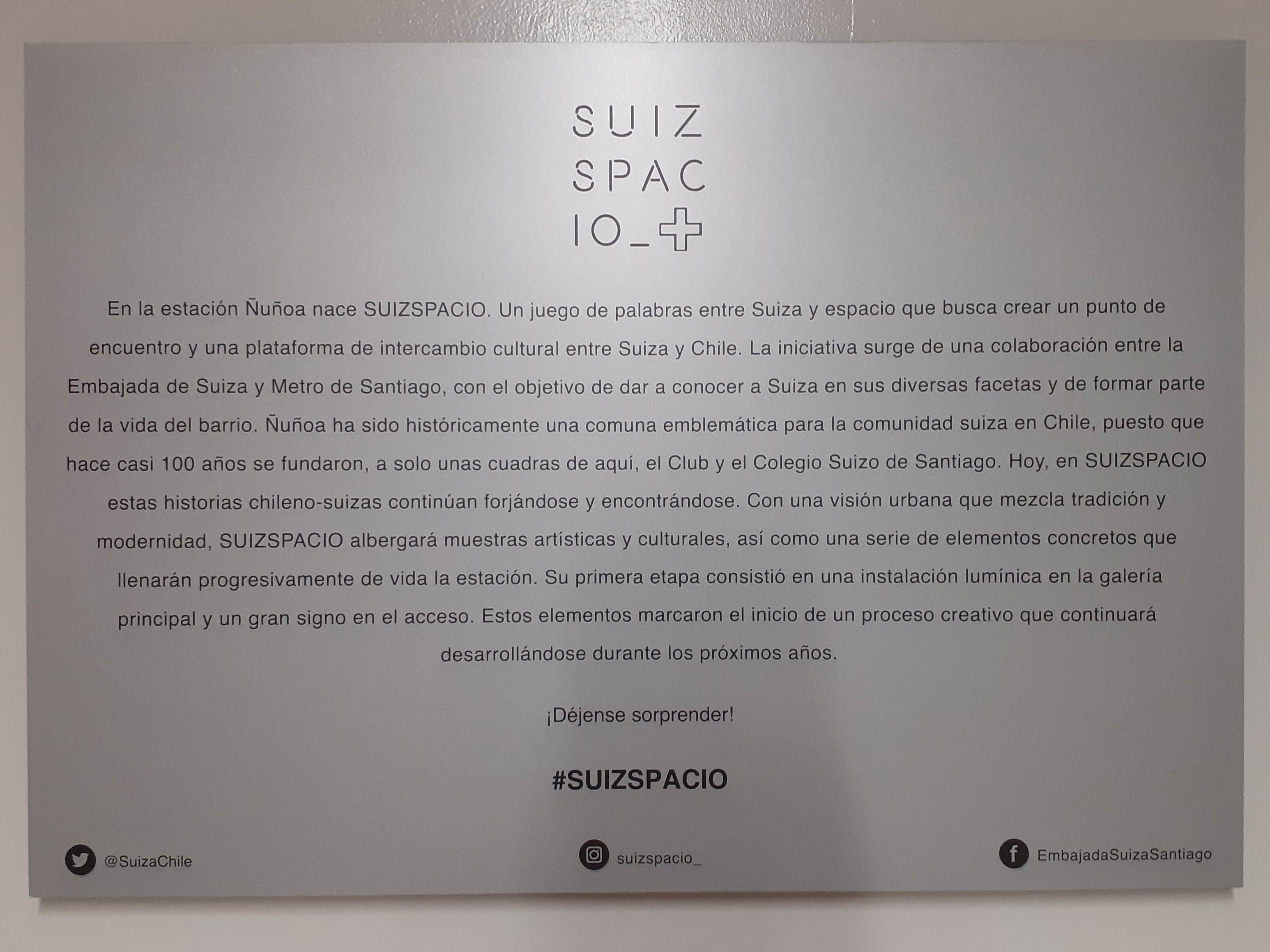
Placa ubicada en Suizspacio.

## Conexión con Red Metropolitana de Movilidad
La estación posee 6 paraderos de la Red Metropolitana de Movilidad en sus alrededores, los cuales corresponden a:
| Paradero/ Código                | Recorridos |
| ------------------------------- | --- |
| Parada 1 / Metro Ñuñoa (PD335)  | 227 (La Reina) - 325 (Gabriela) - 403 (La Reina) - 422 (Población Teniente Merino) - 505 (Peñalolén) - 513 (José Arrieta) - 514 (San Luis de Macul) - 514c (San Luis de Macul) - D03 (Las Parcelas)                      |
| Parada 2 / Metro Ñuñoa (PD319)  | 227 (Portal Oeste) - 325 (Metro Irarrázaval) - 403 (Metro Santa Ana) - 422 (La Reina) - 505 (Cerro Navia) - 513 (El Montijo) - 514 (Enea) - 514c (Metro Salvador) - D03 (Metro Toesca)                                   |
| Parada 3 / Metro Ñuñoa (PD8)    | 103 (San Luis de Macul) - 117 (Departamental Oriente) |
| Parada 4 / Metro Ñuñoa (PD49)   | 103 (Providencia) - 117 (Metro Vespucio Norte) |
| Parada 5 / Metro Ñuñoa (PD350)  | 114 (Camilo Henriquez) - 227 (La Reina)** - 325 (Gabriela)** - 403 (La Reina)** - 422 (La Reina)** - 505 (Peñalolén)** - 513 (José Arrieta)** - 514 (San Luis de Macul)** - D02 (Alvaro Casanova) - D03 (Las Parcelas)** |
| Parada 6 / Metro Ñuñoa (PD1626) | 114 (Fin del recorrido) |

(**) Utiliza esta parada solo entre 7:30 y 10:00 hrs.